# Serafim Gocev
Serafim Gocev (Sandanski, Pirinska Makedonija, Bugarska, 19. ožujka 1951.), pjesnik, prozaik, satiričar i književni kritičar, javni djelatnik makedonske nacionalne manjine u Republici Bugarskoj. Poznat je pod pseudonimom Goce Serafimovski.

## Životopis
Porijeklom iz sela Rateva kraj Berova u Sjevernoj Makedoniji, Serafim Gocev svoje više filološko obrazovanje stječe u Sofiji na Sveučilištu "Sveti Kliment Ohridski" na kojem diplomira 1978. Na Akademiji u Varni specijalizirao je Upravljanje u kulturi. Radio je kao nastavnik književnosti te u djelatnostima iz oblasti kulture, umjetnosti i kinematografije. Bio je predsjednik Vijeća za kulturu grada Sandanski.
Zbog nemogućnosti školovanja na vlastitome materinskom makedonskom jeziku, Serafim Gocev je po obrazovanju književnik bugarskoga jezičnog izričaja, premda i nacionalno i vlastitim tematskim opredjeljenjima pripada makedonskom kulturnom krugu u Bugarskoj (Slave Makedonski, Magdalena Makedonska i dr.). U svojim pjesmama i kratkim prozama okrenut je sudbinskim i povijesnim raskrižjima i diobama njegova makedonskog naroda. Na tragu književnih prethodnika i uzora slične ili jednake nacionalne i književne sudbine, poput značajnog bugarskog pjesnika Nikole Jonkova Vapcarova, i Serafim Gocev pjeva i pripovijeda o običnom čovjeku u kaosu nesmiljene povijesti u kojoj je on samo mali protagonist velike ljudske drame, razapet između bolnoga doživljaja nacionalnog usuda i posve osobne, ljudske potrebe za poniranjem u dubine vlastite intime. Stoga je i celokupna njegova poezija prožeta mješovitim pirinskim/makedonskim nacionalnim i socijalnim, ali i tankoćutnim intimnim lirskim motivima, krajnje nesklona propitivanju novih formalnih i izražajnih mogućnosti. 
Zavidne je rezultate Gocev postigao na planu poetske satire i parodije. Humorističnim pjesmama i aforizmima smjelo se obrušio na anomalije i devijacije bugarskoga društva u tranziciji. Redaktor je svih znanstvenih radova povjesničara Sarise Paraosa. Serafim Gocev predstavio se hrvatskoj književnoj publici kao pjesnik i kao sudionik međunarodnoga okruglog stola na temu "Podjele Makedonije i makedonska dijaspora danas", u okviru "11 dana makedonske kulture u Istri" (Pula, svibanj 2006.).

## Primjer iz poezije
| Svoje stihove ne pišem lako i asonance ih prate posve mukle: moje strofe rastržu boli i riječi su samo ozljede ljute. I ne snivam o pjesmama punim gudala, neka se zvona prolome njima i strune se napnu do prsnuća, pače, i rana nek bude crna - samo nek ne plaču ko violina! Ne želim stihove što ljuškaju se na šlageru; i nek izostanu kletve zbog propalih vjernosti, pjesma nek ne pjeva smijeh na licu nježne curice, i nek zauvijek šuti o laži ljubavne smjernosti. Nadahnuća se odričem i viših namjera ako je u njima taj okus šlagera. Jer, ne želim pisati stihove olako, ni to da asonance u njima tutnje: neka me stihovi pohode s bolom i rane nek budu do srži ljute! |

- Na hrvatski prepjevao Aldo Kliman